# Nixe (Schiff, 1875)
Die Nixe ist ein historisches Dampfschiff, das bis 1968 in Betrieb war und derzeit restauriert wird (Stand 2018). Sollte es wie geplant wieder in Betrieb genommen werden, wäre es eines der ältesten aktiven Dampfschiffe Deutschlands.

## Geschichte
Die Nixe wurde 1875 auf der Reiherstiegwerft in Hamburg-Wilhelmsburg als erster Schleppdampfer für den Betrieb auf der Alster in Hamburg gebaut und unter dem Namen Biene in Dienst gestellt. 1902 wurde das Schiff durch den Einbau eines Mittelstückes verlängert, zum Fahrgastschiff umgebaut und fuhr nun unter den Namen Nixe. Im März 1923 wurde das Schiff an eine Abwrackwerft in Warnemünde verkauft. Das Schiff wurde jedoch nicht abgewrackt, sondern gelangte nach Zehdenick in der Uckermark und wurde unter dem Namen Gilda für Fahrten nach Berlin eingesetzt.
1942 kaufte der Schiffer Wilhelm Fahlenberg das Schiff, benannte es nach seiner Frau Dora und setzte es in Magdeburg für Fahrten zum Schiffshebewerk Rothensee ein. 1944 wurde die Dora bei einem Bombenangriff schwer beschädigt. Fahlenberg ließ sie notdürftig reparieren und überführte sie nach Rathenow. Gegen Ende des Zweiten Weltkrieges wurde das Schiff für Verwundetentransporte eingesetzt. Nach Kriegsende erreichte Fahlenberg die Freigabe der Dora, die zunächst Bergungsarbeiten im Auftrag der Roten Armee durchführte. Danach setzte Fahlenberg das Schiff im Linienbetrieb zwischen Rathenow, Havelberg und Berlin-Spandau ein. Der Verkehr nach Spandau musste infolge des Mauerbaus eingestellt werden, Anfang der 1960er Jahre auch der Linienverkehr zwischen Havelberg und Rathenow. Die Linie von Havelberg nach Garz wurde jedoch weiter bedient, außerdem wurden Ausflugsfahrten durchgeführt. 1968 wurde das Schiff außer Dienst gestellt, da der nunmehr 74-jährige Wilhelm Fahlenberg gesundheitlich nicht mehr in der Lage war, den Betrieb fortzuführen. 1969 wurde das Schiff von Kettenschleppern der sowjetischen Armee an Land geschleppt und diente zunächst als Ausflugsrestaurant, nach der Wende als Bordell.
Seit 2006 stand das Schiff leer und verfiel zusehends. 2010 erwarb der Hamburger Verein Alsterdampfschifffahrt das Schiff und wollte es auf der Schiffswerft Laubegast in Dresden restaurieren. Nach deren Insolvenz wurde der gesandstrahlte Schiffsrumpf im Juni 2013 zur Hitzler-Werft nach Lauenburg/Elbe verbracht. Nach der Restaurierung soll der Dampfer wieder unter dem Namen Nixe als Museumsschiff auf der Alster eingesetzt werden. Er wäre dann das älteste aktive Fahrgastdampfschiff Deutschlands und ein Jahr älter als die ebenfalls von Verein Alsterdampfschifffahrt betriebene St. Georg. Die Kosten der Restaurierung sollen ca. 400.000 Euro betragen.